# Waldi Nain
Waldi Kasmin Nain is een Surinaams politicus. Als lid van Pendawa Lima was hij van 1997 tot 1999 minister van Planning en Ontwikkelingsamenwerking in het kabinet Jules Wijdenbosch. In 2012 richtte hij de Partij voor Democratie en Ontwikkeling (PDO) op.

## Biografie
Nain richtte in 1995 samen met Paul Somohardjo de Stichting Pendawa Lima op; de partij bestond toen al sinds 1977 en was Javaans van signatuur. Twee jaar later, tijdens de kabinetscrisis van Jules Wijdenbosch in 1997, trad Pendawa Lima toe tot de coalitie. Nain trad aan als minister van Planning en Ontwikkelingssamenwerking, als opvolger van Ernie Brunings. Na langdurige stakingen nam Wijdenbosch in december 1999 het ontslag van het kabinet in ontvangst en werden er nieuwe verkiezingen gepland. Tijdens de verkiezingen van 2000 en erna kwam Pendawa Lima niet meer terug in het parlement. In 2010 werd de partij herenigd met Pertjajah Luhur die Somohardjo midden jaren 1990 had opgericht.
In 2012 richtte Nain de Partij voor Democratie en Ontwikkeling (PDO) op. Tegen de achtergrond speelde een conflict met Somohardjo rondom verplichtingen die waren voortgekomen uit de Stichting Pendawa Lima. De partij zou naar eigen opgave in 2013 vijftienhonderd ingeschreven leden hebben.
Tijdens de verkiezingen van 2025 stond hij op nummer 50 van de lijst van ABOP, waarop ook de PDO vertegenwoordigd was.